# Maastrichtiano
| Periodo                                                                                     | Epoca                | Piano          | Età (Ma)    |
| ------------------------------------------------------------------------------------------- | -------------------- | -------------- | ----------- |
| Paleogene                                                                                   | Paleocene            | Daniano        | Più recente |
| Cretacico                                                                                   | Cretacico superiore  | Maastrichtiano | 72,2 ±0,2   |
| Cretacico                                                                                   | Cretacico superiore  | Campaniano     | 83,6 ±0,2   |
| Cretacico                                                                                   | Cretacico superiore  | Santoniano     | 85,7 ±0,2   |
| Cretacico                                                                                   | Cretacico superiore  | Coniaciano     | 89,8 ±0,3   |
| Cretacico                                                                                   | Cretacico superiore  | Turoniano      | 93,9 ±0,2   |
| Cretacico                                                                                   | Cretacico superiore  | Cenomaniano    | 100,5 ±0,1  |
| Cretacico                                                                                   | Cretacico inferiore  | Albiano        | 113,2 ±0,3  |
| Cretacico                                                                                   | Cretacico inferiore  | Aptiano        | 121,4 ±0,6  |
| Cretacico                                                                                   | Cretacico inferiore  | Barremiano     | 125,77      |
| Cretacico                                                                                   | Cretacico inferiore  | Hauteriviano   | 132,6 ±0,6  |
| Cretacico                                                                                   | Cretacico inferiore  | Valanginiano   | 137,05 ±0,5 |
| Cretacico                                                                                   | Cretacico inferiore  | Berriasiano    | 143,1 ±0,6  |
| Giurassico                                                                                  | Giurassico superiore | Titoniano      | Più antico  |
| Suddivisione del Cretacico secondo la Commissione internazionale di stratigrafia dell'IUGS. |                      |                |             |

Nella scala dei tempi geologici, il Maastrichtiano rappresenta l'ultimo dei sei piani in cui è suddiviso il Cretacico superiore, la seconda epoca del periodo Cretacico. È quindi l'ultimo piano sia del Cretacico che dell'intera era mesozoica.
È compreso tra 70,6 ± 0,6 e 65,5 ± 0,3 milioni di anni fa (Ma), preceduto dal Campaniano e seguito dal Daniano, che è il primo piano della successiva epoca del Paleocene, nonché inizio del periodo del Paleogene e dell'era cenozoica.
Alla fine di questo periodo, vi fu un'estinzione di massa comunemente chiamata estinzione K-T (o Cretaceo-Terziario). A causa di questo evento devastante, moltissimi gruppi, come dinosauri (ad eccezione dei neorniti), plesiosauri, mosasauri, ammoniti e pterosauri si estinsero, assieme a molte altre forme di vita come foraminiferi, nanoplancton calcarei, ammoniti, belemniti e altre ancora.
Secondo l'ipotesi più accreditata, tale estinzione sarebbe seguita all'impatto di un meteorite di grandi dimensioni nella zona di Chicxulub Puerto, nel golfo del Messico.
Il Maastrichtiano prende il nome dalla città olandese di Maastricht, nei pressi della quale furono identificate le prime rocce rappresentative di questo piano.

## Definizioni stratigrafiche e GSSP
Il Maastrichtiano fu introdotto nella letteratura scientifica dal geologo belga André Dumont nel 1849, dopo aver studiato gli strati rocciosi di calcare del Chalk Group, vicino alla città olandese di Maastricht. Questi strati sono ora chiamati Formazione di Maastricht e sono noti per il contenuto di fossili del periodo, in particolare il gigantesco rettile marino Mosasaurus.
La base del Maastrichtiano è fissata dalla prima comparsa negli orizzonti stratigrafici di ammoniti della specie Pachydiscus neubergicus.
Il limite superiore è in corrispondenza dell'anomalia dell'Iridio presente al limite K-T, che caratterizza la grande estinzione di massa del Cretaceo-Paleocene.

### GSSP
La successione sedimentaria delle rocce di Maastricht, originariamente scelta come località tipo, fu successivamente considerata incompleta.

Come GSSP, il profilo stratigrafico di riferimento della Commissione Internazionale di Stratigrafia, fu quindi scelta la sezione della Grande Carrière affiorante lungo il corso del fiume Adour, vicino al villaggio di Tercis-les-Bains, nel sud-ovest della Francia.

## Suddivisioni
Il Maastrichtiano di solito viene ulteriormente suddiviso in tre sottopiani: Inferiore, Medio e Superiore.

## Paleofauna
- Esistevano già parecchie delle linee dei moderni uccelli, anche se molte differivano profondamente dai loro discendenti odierni, tanto che non possono essere considerati loro antenati, ma forme che si estinsero nel Cenozoico. Ad esempio il Vegavis iaai indica che c'erano almeno quattro distinte linee di Anseriformes: Anhimidae, Anatidae, Anseranatidae e Presbyornithidae (e forse Dromornithidae); c'era almeno una linea di Galliformes e anche i Gastornithiformes erano separati. È anche molto probabile che ci fosse almeno una linea di Charadriiformes, che i pinguini si stessero per separare dai loro parenti più prossimi o già lo avessero fatto, e che se i Metaves sono un gruppo valido, che fossero anch'essi distinti. Inoltre i Paleognathae erano già distinti dai Neognathae.
- Nella flora, da segnalare la presenza della Metasequoia.

### Anfibi
| †Amphibia del Maastrichtiano | †Amphibia del Maastrichtiano | †Amphibia del Maastrichtiano | †Amphibia del Maastrichtiano | †Amphibia del Maastrichtiano |
| Taxa                         | Presenza                     | Localizzazione               | Descrizione                  | Immagine                     |
| ---------------------------- | ---------------------------- | ---------------------------- | ---------------------------- | ---------------------------- |
| †Beelzebufo                  |                              | Maevarano Formation          |                              |                              |
| †Albanerpeton                |                              |                              |                              |                              |

### †Anchilosauri
| †Ankylosauria del Maastrichtiano | †Ankylosauria del Maastrichtiano              | †Ankylosauria del Maastrichtiano                                                                     | †Ankylosauria del Maastrichtiano                       | †Ankylosauria del Maastrichtiano |
| Taxa                             | Presenza                                      | Localizzazione                                                                                       | Descrizione                                            | Immagine                         |
| -------------------------------- | --------------------------------------------- | --- | ------------------------------------------------------ | -------------------------------- |
| †Ankylosaurus                    | Maastrichtiano (70 - 65 Ma BP)                | Hell Creek Formation, Montana, USA Lance Formation, Wyoming, USA Scollard Formation, Alberta, Canada | Il più grande anchilosauro                             |                                  |
| †Edmontonia longiceps            | Maastrichtiano (72 - 71 Ma BP)                | Horseshoe Canyon Formation, Alberta, Canada                                                          | Grande nodosauride                                     |                                  |
| †Anodontosaurus                  | Campaniano - Maastrichtiano (71 - 71,2 Ma BP) | Horseshoe Canyon Formation, Alberta, Canada                                                          | Probabilmente è il parente più stretto di Ankylosaurus |                                  |
| †Glyptodontopelta                | Maastrichtiano (~70 Ma BP)                    | Ojo Alamo Formation, Messico                                                                         |                                                        |                                  |
| †Struthiosaurus                  | Campaniano - Maastrichtiano                   | |                                                        |                                  |
| †Tarchia                         | Campaniano - Maastrichtiano                   | |                                                        |                                  |

### Uccelli
| Avialae del Maastrichtiano | Avialae del Maastrichtiano | Avialae del Maastrichtiano | Avialae del Maastrichtiano | Avialae del Maastrichtiano |
| Taxa                       | Presenza                   | Localizzazione             | Descrizione | Immagine                   |
| -------------------------- | -------------------------- | -------------------------- | --- | -------------------------- |
| †Anatalavis                |                            |                            | Genere di uccelli simili alle attuali anatre e oche, trovati nella Hornerstone Formation del New Jersey. È la più antica delle due specie note di Anatalavis. La specie più giovane è dell'Eocene inferiore ed è chiamata A. oxfordi.   |                            |
| †Avisaurus                 |                            |                            | Genere di uccelli carnivori. Solo una delle due specie note era presente nel Maastrichtiano. La specie tipo, A. archibaldi, fu scoperta nella Formazione Hell Creek, nel Montana.                                                       |                            |
| †Canadaga                  |                            |                            | Genere di uccelli non volatori con becco dentato, simili all'Hesperornis. La sola specie nota, Canadaga arctica, che viveva nelle acque basse del Canada settentrionale, era un uccello di grande taglia lungo più di un metro e mezzo. |                            |
| †Ceramornis                |                            |                            | Caradriforme della Lance Creek Formation. Noto solo da frammenti di coracoide, le sue correlazioni evolutive non sono chiare. Una sola specie, C. major, è assegnata al genere Ceramornis.                                              |                            |
| †"Cimolopteryx"            |                            |                            | Uccello costiero della Lance Creek Formation, nel Wyoming. |                            |
| †Enantiornis               |                            |                            | Uccello scoperto in Argentina, forse correlato all'Avisaurus. Lungo circa un metro. |                            |
| †Gargantuavis              |                            |                            | Uccello non volatore simile ai ratiti. È possibile che le uova inizialmente attribuite al Titanosauro appartengano a questo genere. La sola specie nota proviene dalla Francia.                                                         |                            |
| †Graculavus                |                            |                            | |                            |
| †Hesperornis               |                            |                            | Grande tuffatore, dotato di denti e scoperto nel Kansas. |                            |
| †Judinornis                |                            |                            | Parente primitivo dell'Hesperornis, questo non volatore dotato di denti viveva in acque dolci. La sola specie nota viveva negli estuari dei fiumi della Formazione Nmegt, in Mongolia.                                                  |                            |
| †Laornis                   |                            |                            | |                            |
| †Lectavis                  |                            |                            | Aveva gambe e corpo delle dimensioni di un chiurlo. La sola specie nota viveva in Argentina. |                            |
| †Neogaeornis               |                            |                            | Uccello marino del Cile con dita da tuffatore. Altre correlazioni non chiare. |                            |
| †Palaeotringa              |                            |                            | |                            |
| †Palintropus               |                            |                            | |                            |
| †Potamornis                |                            |                            | Genere di uccelli della Lance Creek Formation, correlato all'Hesperornis. Noto solo da pochi frammenti del cranio; l'epiteto della specie è in onore di A. Skutch.                                                                      |                            |
| †Telmatornis               |                            |                            | |                            |
| †Tytthostonyx              |                            |                            | |                            |
| †Vegavis                   |                            |                            | Assimilabile alle anatre e oche odierne. I fossili dell'unica specie nota, V. iaai, provengono da un unico individuo scoperto in Antartide.                                                                                             |                            |

### Pesci cartilaginei
| Chondrichthyes del Maastrichtiano | Chondrichthyes del Maastrichtiano | Chondrichthyes del Maastrichtiano | Chondrichthyes del Maastrichtiano | Chondrichthyes del Maastrichtiano |
| Taxa                              | Presenza                          | Localizzazione                    | Descrizione                       | Immagine                          |
| --------------------------------- | --------------------------------- | --------------------------------- | --------------------------------- | --------------------------------- |
| †Coupatezia                       |                                   |                                   |                                   |                                   |
| †Ctenopristis                     |                                   |                                   |                                   |                                   |
| †Dalpiazia                        |                                   |                                   |                                   |                                   |
| †Ganopristis                      |                                   |                                   |                                   |                                   |
| †Gibbechinorhinus                 |                                   |                                   |                                   |                                   |
| †Igdabatis                        |                                   |                                   |                                   |                                   |
| †Microetmopterus                  |                                   |                                   |                                   |                                   |
| †Paraginglymostoma                |                                   |                                   |                                   |                                   |
| †Parasquatina                     |                                   |                                   |                                   |                                   |
| †Proetmopterus                    |                                   |                                   |                                   |                                   |
| †Pucabatis                        |                                   |                                   |                                   |                                   |
| †Pucapristis                      |                                   |                                   |                                   |                                   |
| Raja                              |                                   |                                   |                                   |                                   |
| †Rhombodus                        |                                   |                                   |                                   |                                   |
| †Schizorhiza                      |                                   |                                   |                                   |                                   |

### †Ceratopsi
| †Ceratopsia del Maastrichtiano | †Ceratopsia del Maastrichtiano | †Ceratopsia del Maastrichtiano | †Ceratopsia del Maastrichtiano | †Ceratopsia del Maastrichtiano |
| Taxa                           | Presenza                       | Localizzazione                 | Descrizione                    | Immagine                       |
| ------------------------------ | ------------------------------ | ------------------------------ | ------------------------------ | ------------------------------ |
| †Anchiceratops                 |                                | Alberta, Canada                |                                |                                |
| †Arrhinoceratops               |                                |                                |                                |                                |
| †Nedoceratops                  |                                |                                |                                |                                |
| †Eotriceratops                 |                                |                                |                                |                                |
| †Leptoceratops                 |                                |                                |                                |                                |
| †Montanoceratops               |                                |                                |                                |                                |
| †Pachyrhinosaurus              |                                |                                |                                |                                |
| †Pentaceratops                 |                                | Kirtland Formation             |                                |                                |
| †Tatankaceratops               |                                | Hell Creek Formation           |                                |                                |
| †Torosaurus                    |                                |                                |                                |                                |
| †Triceratops                   |                                |                                |                                |                                |

### Coccodrilli
| Crocodylia del Maastrichtiano | Crocodylia del Maastrichtiano | Crocodylia del Maastrichtiano | Crocodylia del Maastrichtiano | Crocodylia del Maastrichtiano |
| Taxa                          | Presenza                      | Localizzazione                | Descrizione                   | Immagine                      |
| ----------------------------- | ----------------------------- | ----------------------------- | ----------------------------- | ----------------------------- |
| †Hyposaurus                   |                               |                               |                               |                               |
| †Mahajangasuchus              |                               |                               |                               |                               |
| †Shamosuchus                  |                               |                               |                               |                               |

### Pesci ossei
| Osteichthyes del Maastrichtiano | Osteichthyes del Maastrichtiano | Osteichthyes del Maastrichtiano | Osteichthyes del Maastrichtiano | Osteichthyes del Maastrichtiano |
| Taxa                            | Presenza                        | Localizzazione                  | Descrizione                     | Immagine                        |
| ------------------------------- | ------------------------------- | ------------------------------- | ------------------------------- | ------------------------------- |
| Arius                           |                                 |                                 |                                 |                                 |
| †Congorhynchus                  |                                 |                                 |                                 |                                 |
| †Coriops                        |                                 |                                 |                                 |                                 |
| †Eodiaphyodus                   |                                 |                                 |                                 |                                 |
| †Gasteroclupea                  |                                 |                                 |                                 |                                 |
| †Goudkoffia                     |                                 |                                 |                                 |                                 |
| †Hemilampronites                |                                 |                                 |                                 |                                 |
| †Kankatodus                     |                                 |                                 |                                 |                                 |
| †Natlandia                      |                                 |                                 |                                 |                                 |

### Mammiferi
| Mammalia del Maastrichtiano | Mammalia del Maastrichtiano | Mammalia del Maastrichtiano | Mammalia del Maastrichtiano                                    | Mammalia del Maastrichtiano |
| Taxa                        | Presenza                    | Localizzazione              | Descrizione                                                    | Immagine                    |
| --------------------------- | --------------------------- | --------------------------- | -------------------------------------------------------------- | --------------------------- |
| †Didelphodon                |                             |                             | Il Didelphodon era uno dei più grandi mammiferi del Mesozoico. |                             |
| †Purgatorius                | Montana.                    |                             | Ritenuto essere il più antico primate oppure un primatomorfo.  |                             |
| †Zalambdalestes             |                             |                             |                                                                |                             |

### †Ornitopodi
| †Ornithopoda del Maastrichtiano                                                                         | †Ornithopoda del Maastrichtiano | †Ornithopoda del Maastrichtiano | †Ornithopoda del Maastrichtiano | †Ornithopoda del Maastrichtiano |
| Taxa | Presenza                        | Localizzazione                  | Descrizione                     | Immagine                        |
| --- | ------------------------------- | ------------------------------- | ------------------------------- | ------------------------------- |
| - †Amurosaurus 1. †Amurosaurus riabinini                                                                |                                 | Reka Amur, Russia.              |                                 |                                 |
| - †Anasazisaurus 1. †Anasazisaurus horneri                                                              |                                 |                                 |                                 |                                 |
| - †Anatotitan 1. †Anatotitan copei                                                                      |                                 |                                 |                                 |                                 |
| - †Barsboldia 1. †Barsboldia sicinskii                                                                  |                                 |                                 |                                 |                                 |
| - †Charonosaurus 1. †Charonosaurus jiayinensis                                                          |                                 |                                 |                                 |                                 |
| - †Edmontosaurus 1. †Edmontosaurus regalis 2. †Edmontosaurus annectens 3. †Edmontosaurus sakatchewansis |                                 |                                 |                                 |                                 |
| - †Gilmoreosaurus                                                                                       |                                 |                                 |                                 |                                 |
| - †Hypacrosaurus 1. †Hypacrosaurus altispinus                                                           |                                 |                                 |                                 |                                 |
| - †Kerberosaurus 1. †Kerberosaurus manakini                                                             |                                 |                                 |                                 |                                 |
| - †Koutalisaurus 1. †Koutalisaurus kohlerorum                                                           |                                 |                                 |                                 |                                 |
| - †Microhadrosaurus 1. †Microhadrosaurus nanshiungensis                                                 |                                 |                                 |                                 |                                 |
| - †Nanningosaurus 1. †Nanningosaurus dashiensis                                                         |                                 |                                 |                                 |                                 |
| - †Olorotitan 1. †Olorotitan arhanensis                                                                 |                                 |                                 |                                 |                                 |
| - †Orthomerus 1. †Orthomerus dolloi                                                                     |                                 |                                 |                                 |                                 |
| - †Pararhabdodon 1. †Pararhabdodon isonensis                                                            |                                 |                                 |                                 |                                 |
| - †Parksosaurus 1. †Parksosaurus warreni                                                                |                                 |                                 |                                 |                                 |
| - †Rhabdodon 1. †Rhabdodon priscus 2. †Rhabdodon septimanicus                                           |                                 |                                 |                                 |                                 |
| - †Sahaliyania 1. †Sahaliyania elunchunorum                                                             |                                 |                                 |                                 |                                 |
| - †Saurolophus 1. †Saurolophus osborni                                                                  |                                 |                                 |                                 |                                 |
| - †Secernosaurus 1. †Secernosaurus koerneri                                                             |                                 |                                 |                                 |                                 |
| - †Shantungosaurus 1. †Shantungosaurus giganteus                                                        |                                 |                                 |                                 |                                 |
| - †Tanius 1. †Tanius sinensis                                                                           |                                 |                                 |                                 |                                 |
| - †Talenkauen 1. †Talenkauen santacrucensis                                                             |                                 |                                 |                                 |                                 |
| - †Telmatosaurus 1. †Telmatosaurus transsylvanicus                                                      |                                 |                                 |                                 |                                 |
| - †Thescelosaurus 1. †Thescelosaurus garbanii 2. †Thescelosaurus neglectus                              |                                 |                                 |                                 |                                 |
| - †Thespesius 1. †Thespesius occidentalis                                                               |                                 |                                 |                                 |                                 |
| - †Wulagasaurus 1. †Wulagasaurus dongi                                                                  |                                 |                                 |                                 |                                 |
| - †Zalmoxes 1. †Zalmoxes robustus 2. †Zalmoxes shqiperorum                                              |                                 |                                 |                                 |                                 |

### †Pachicefalosauri
| †Pachycephalosauria del Maastrichtiano                                                                                   | †Pachycephalosauria del Maastrichtiano | †Pachycephalosauria del Maastrichtiano | †Pachycephalosauria del Maastrichtiano | †Pachycephalosauria del Maastrichtiano |
| Taxa | Presenza                               | Localizzazione                         | Descrizione                            | Immagine                               |
| --- | -------------------------------------- | -------------------------------------- | -------------------------------------- | -------------------------------------- |
| - †Dracorex 1. †Dracorex hogwartsia                                                                                      |                                        |                                        |                                        |                                        |
| - †Pachycephalosaurus 1. †Pachycephalosaurus wyomingensis                                                                |                                        |                                        |                                        |                                        |
| - †Prenocephale 1. †Prenocephale prenes 2. †Prenocephale brevis 3. †Prenocephale edmontonensis 4. †Prenocephale goodwini |                                        |                                        |                                        |                                        |
| - †Sphaerotholus 1. †Sphaerotholus bucholtzae                                                                            |                                        |                                        |                                        |                                        |
| - †Stygimoloch 1. †Stygimoloch spinifer                                                                                  |                                        |                                        |                                        |                                        |

### †Plesiosauri
| †Plesiosauria del Maastrichtiano                      | †Plesiosauria del Maastrichtiano | †Plesiosauria del Maastrichtiano                                                    | †Plesiosauria del Maastrichtiano | †Plesiosauria del Maastrichtiano |
| Taxa                                                  | Presenza                         | Localizzazione                                                                      | Descrizione                      | Immagine                         |
| ----------------------------------------------------- | -------------------------------- | ----------------------------------------------------------------------------------- | -------------------------------- | -------------------------------- |
| - †Aristonectes                                       |                                  |                                                                                     |                                  |                                  |
| - †Elasmosaurus                                       |                                  | Antartide, Lopez de Bertodano Formation Chubut, Argentina, Paso del Sapo Formation. |                                  |                                  |
| - †Hydrotherosaurus 1. - †Hydrotherosaurus alexandrae |                                  |                                                                                     |                                  |                                  |
| - †Morturneria seymourensis                           |                                  |                                                                                     |                                  |                                  |

### †Pterosauri
| †Pterosauria del Maastrichtiano                | †Pterosauria del Maastrichtiano | †Pterosauria del Maastrichtiano                                                   | †Pterosauria del Maastrichtiano | †Pterosauria del Maastrichtiano |
| Taxa                                           | Presenza                        | Localizzazione                                                                    | Descrizione                     | Immagine                        |
| ---------------------------------------------- | ------------------------------- | --------------------------------------------------------------------------------- | ------------------------------- | ------------------------------- |
| - †Hatzegopteryx 1. †Hatzegopteryx thambema    |                                 | Densus-Ciula Formation, Romania.                                                  |                                 |                                 |
| - †Nyctosaurus 1. †N. lamegoi 2. †N. gracilis  |                                 | Gamame Formation, Paraíba, Brasile.                                               |                                 |                                 |
| - †Quetzalcoatlus 1. †Quetzalcoatlus northropi |                                 | Nord America, Hell Creek Formation, Montana, USA. Javelina Formation, Texas, USA. |                                 |                                 |
| Thetidraco                                     |                                 |                                                                                   |                                 |                                 |

### †Sauropodi
| †Sauropoda del Maastrichtiano                              | †Sauropoda del Maastrichtiano | †Sauropoda del Maastrichtiano           | †Sauropoda del Maastrichtiano                                                   | †Sauropoda del Maastrichtiano |
| Taxa                                                       | Presenza                      | Localizzazione                          | Descrizione                                                                     | Immagine                      |
| ---------------------------------------------------------- | ----------------------------- | --------------------------------------- | ------------------------------------------------------------------------------- | ----------------------------- |
| - †Alamosaurus - †Alamosaurus sanjuanensis                 |                               | Utah, New Mexico, Texas.                |                                                                                 |                               |
| - †Antarctosaurus                                          |                               | Argentina.                              |                                                                                 |                               |
| - †Argyrosaurus 1. - †Argyrosaurus superbus                |                               | Argentina, Uruguay.                     |                                                                                 |                               |
| - †Bruhathkayosaurus                                       |                               | Kallemedu Formation, Tamil Nadu, India. | Il Bruhathkayosaurus potrebbe essere stato il più pesante di tutti i dinosauri. |                               |
| - †Campylodoniscus 1. - †Campylodoniscus ameghinoi         |                               | Argentina.                              |                                                                                 |                               |
| - †Hypselosaurus 1. - †Hypselosaurus priscus               |                               | Grès à Reptiles, Francia; Spagna.       |                                                                                 |                               |
| - †Isisaurus 1. - †Isisaurus colberti                      |                               | India.                                  |                                                                                 |                               |
| - †Jainosaurus 1. - †Jainosaurus septentrionalis           |                               | India.                                  |                                                                                 |                               |
| - †Laplatasaurus 1. - †Laplatasaurus araukanicus           |                               | Sud America.                            |                                                                                 |                               |
| - †Magyarosaurus 1. - †Magyarosaurus dacus                 |                               | Romania.                                |                                                                                 |                               |
| - †Opisthocoelicaudia 1. - †Opisthocoelocaudia skarzynskii |                               | Mongolia.                               |                                                                                 |                               |
| - †Puertasaurus 1. - †Puertasaurus reuili                  |                               | Argentina.                              |                                                                                 |                               |
| - †Saltasaurus 1. - †Saltasaurus loricatus                 |                               | Argentina, Uruguay.                     |                                                                                 |                               |
| - †Titanosaurus 1. - †Titanosaurus indicus                 |                               | Lameta Formation, India.                |                                                                                 |                               |

### Squamati
| Squamata del Maastrichtiano                                                         | Squamata del Maastrichtiano | Squamata del Maastrichtiano | Squamata del Maastrichtiano | Squamata del Maastrichtiano |
| Taxa                                                                                | Presenza                    | Localizzazione              | Descrizione                 | Immagine                    |
| ----------------------------------------------------------------------------------- | --------------------------- | --------------------------- | --------------------------- | --------------------------- |
| - †Carinodens - †Carinodens belgicus                                                |                             |                             |                             |                             |
| - †Globidens                                                                        |                             |                             |                             |                             |
| - †Goronyosaurus 1. †Goronyosaurus nigeriensis                                      |                             |                             |                             |                             |
| - †Hainosaurus 1. †Hainosaurus bernardi 2. †Hainosaurus gaudryi                     |                             |                             |                             |                             |
| - †Halisaurus 1. †Halisaurus platyspondylus                                         |                             |                             |                             |                             |
| - †Igdamanosaurus 1. †Igdamanosaurus aegyptiacus                                    |                             |                             |                             |                             |
| - †Liodon 1. †Liodon sectorius                                                      |                             |                             |                             |                             |
| - †Mosasaurus 1. †Mosasaurus dekayi 2. †Mosasaurus hoffmanni 3. †Mosasaurus mokoroa |                             |                             |                             |                             |
| - †Palaeophis                                                                       |                             |                             |                             |                             |
| - †Platecarpus 1. †Platecarpus bocagei                                              |                             |                             |                             |                             |
| - †Plesiotylosaurus 1. †Plesiotylosaurus crassidens                                 |                             |                             |                             |                             |
| - †Plotosaurus 1. †Plotosaurus tuckeri                                              |                             |                             |                             |                             |
| - †Pluridens 1. †Pluridens walkeri                                                  |                             |                             |                             |                             |
| - †Prognathodon 1. †Prognathodon waiparaensis                                       |                             |                             |                             |                             |
| - †Taniwhasaurus 1. †Taniwhasaurus oweni                                            |                             |                             |                             |                             |
| - †Tylosaurus                                                                       |                             |                             |                             |                             |

### †Teropodi (Non-Aviani)
| †Theropoda non-aviani del Maastrichtiano                                | †Theropoda non-aviani del Maastrichtiano | †Theropoda non-aviani del Maastrichtiano | †Theropoda non-aviani del Maastrichtiano | †Theropoda non-aviani del Maastrichtiano |
| Taxa                                                                    | Presenza                                 | Localizzazione                           | Descrizione | Immagine                                 |
| ----------------------------------------------------------------------- | ---------------------------------------- | ---------------------------------------- | --- | ---------------------------------------- |
| - †Adasaurus 1. †Adasaurus mongoliensis                                 |                                          | Nemegt Formation, Mongolia.              | Dinosauro dromaeosauride, lungo probabilmente 2,5 metri; caratterizzato da un piccolo artiglio a falcetto sul piede posteriore.                                                                                                   |                                          |
| - †Albertosaurus 1. †Albertosaurus sarcophagus                          |                                          | Alberta, Canada.                         | |                                          |
| - †Alioramus 1. †Alioramus remotus                                      |                                          |                                          | |                                          |
| - †Anserimimus 1. †Anserimimus planinychus                              |                                          |                                          | |                                          |
| - †Atrociraptor 1. †Atrociraptor marshalli                              |                                          |                                          | |                                          |
| - †Avimimus 1. †Avimimus portentosus                                    |                                          | Nemegt Formation, Mongolia.              | |                                          |
| - †Bagaraatan 1. †Bagaraatan ostromi                                    |                                          |                                          | |                                          |
| - †Borogovia 1. †Borogovia gracilicrus                                  |                                          |                                          | Genere poco noto di predatore troodontide della Mongolia, lungo poco meno di due metri. Il nome del genere deriva dai "borogoves", creature del poema Jabberwocky di Lewis Carroll. Noto solo da frammenti degli arti posteriori. |                                          |
| - †Bradycneme 1. †Bradycneme draculae                                   |                                          |                                          | Ritenuto inizialmente un gufo gigante, i suoi resti sono stati trovati in Transilvania, per questo il nome della specie fa riferimento al conte Dracula.                                                                          |                                          |
| - †Carnotaurus 1. †Carnotaurus sastrei                                  |                                          |                                          | Grande predatore argentino lungo fino a dieci metri. Aveva un muso corto e corna sopra gli occhi. Noto da un campione completo di tracce della pelle, che mostrano l'assenza di penne.                                            |                                          |
| - †Anzû - †Anzu wyliei                                                  |                                          |                                          | |                                          |
| - †Deinocheirus 1. †Deinocheirus mirificus                              |                                          |                                          | |                                          |
| - †Dromiceiomimus 1. †Dromiceiomimus brevitertius                       |                                          |                                          | |                                          |
| - †Dryptosaurus 1. †Dryptosaurus aquilunguis                            |                                          |                                          | |                                          |
| - †Elmisaurus 1. †Elmisaurus rarus                                      |                                          |                                          | |                                          |
| - †Elopteryx 1. †Elopteryx nopcsai                                      |                                          |                                          | |                                          |
| - †Erliansaurus 1. †Erliansaurus bellamanus                             |                                          |                                          | |                                          |
| - †Euronychodon 1. †Euronychodon portucalensis                          |                                          |                                          | |                                          |
| - †Gallimimus 1. †Gallimimus bullatus                                   |                                          |                                          | |                                          |
| - †Gigantoraptor 1. †Gigantoraptor erlianensis                          |                                          |                                          | |                                          |
| - †Heptasteornis 1. †Heptasteornis andrewsi                             |                                          |                                          | |                                          |
| - †Laevisuchus 1. †Laevisuchus indicus                                  |                                          |                                          | |                                          |
| - †Majungasaurus 1. †Majungasaurus crenatissimus                        |                                          |                                          | |                                          |
| - †Masiakasaurus 1. †Masiakasaurus knopfleri                            |                                          |                                          | |                                          |
| - †Nanotyrannus 1. †Nanotyrannus lancensis                              |                                          |                                          | Potrebbe trattarsi di una forma giovanile di Tyrannosaurus o altro tyrannosauridae. |                                          |
| - †Noasaurus 1. †Noasaurus leali                                        |                                          |                                          | |                                          |
| - †Nomingia 1. †Nomingia gobiensis                                      |                                          |                                          | |                                          |
| - †Ornithomimus                                                         |                                          |                                          | |                                          |
| - †Pyroraptor 1. †Pyroraptor olympius                                   |                                          |                                          | |                                          |
| - †Tarbosaurus 1. †Tarbosaurus bataar                                   |                                          |                                          | |                                          |
| - †Therizinosaurus 1. †Therizinosaurus cheloniformis                    |                                          |                                          | |                                          |
| - †Tochisaurus 1. †Tochisaurus nemegtensis                              |                                          |                                          | |                                          |
| - †Pectinodon 1. †Pectinodon bakkeri                                    |                                          |                                          | |                                          |
| - †Tyrannosaurus 1. †Tyrannosaurus rex                                  |                                          |                                          | |                                          |
| - †Variraptor 1. †Variraptor mechinorum                                 |                                          |                                          | |                                          |
| • Velociraptor 1. Velociraptor Mongoliensis? 2. Velociraptor Osmolskae? |                                          |                                          | Piccolo dromaeosauride, uno tra i più iconici ( si suppone da dei resti,di incerta classificazione, di tale dinosauro che sarebbe sopravvissuto sino al Maastrichtiano)                                                           |                                          |

### Tartarughe
| Testudines del Maastrichtiano                     | Testudines del Maastrichtiano | Testudines del Maastrichtiano | Testudines del Maastrichtiano | Testudines del Maastrichtiano |
| Taxa                                              | Presenza                      | Localizzazione                | Descrizione | Immagine                      |
| ------------------------------------------------- | ----------------------------- | ----------------------------- | --- | ----------------------------- |
| - †Dollochelys                                    |                               |                               | |                               |
| - †Peritresius                                    |                               |                               | |                               |
| - †Pneumatoarthrus 1. - †Pneumatoarthrus peloreus |                               | Kansas.                       | Tartaruga marina del Kansas, erroneamente ritenuta un adrosauro da Edward Drinker Cope. È finora l'unica specie nota del genere Pneumatoarthrus. |                               |